# Captura de Schenkenschans
La captura de Schenkenschans o Schenk fue un combate librado durante la noche del 27 de julio de 1635 entre un destacamento del ejército del Cardenal-Infante don Fernando y la guarnición holandesa del fuerte. Tras vencer al ejército franco-neerlandés en el sitio de Lovaina, el cardenal-infante decidió aprovechar su victoria y capturar varias ciudades clave en los Países Bajos, con los ejércitos enemigos desorganizados después del desastre de Lovaina. Durante la reconquista del cardenal-infante, unos 500 soldados alemanes fueron enviados a asaltar el fuerte de Schenkenschans, pillando a la guarnición por sorpresa y tomando rápidamente el fuerte. Toda la guarnición fue masacrada. Posteriormente, el cardenal-infante reforzó el fuerte con más tropas.